# Girolamo Cialdieri
Girolamo Cialdieri (Urbino, 28 octobre 1593 – 1680) est un peintre italien de la période baroque tardive.

## Biographie
Girolamo Cialdieri est né à Urbino en 1593 et fut un élève de Federico Barocci et de Claudio Ridolfi. Il a peint plusieurs tableaux à Rome, Urbino et Cagli pour les églises. 
Son meilleur travail est la Martyre de saint Jean de l'église San Bartolomeo de Rome. 
Luigi Lanzi écrit que « Cialderi possède une grande dextérité et des couleurs remarquables et le félicite pour son style dans la représentation de paysages pour sa connaissance en architecture qu'il aimait inclure dans ses œuvres ».

## Œuvres
- Martyre de saint Jean, Basilique Saint-Barthélemy-en-l'Île, Rome.
- Madonna in gloria (1629), église Santa Chiara, Urbania,
- Moments de la vie de saint Joseph (fresques), Église Saint-Joseph de Cagli,
- Fresques, plafond église Santo Spirito, Urbino.
- Madonna del Rosario,Santuario di Pelingo,Acqualagna,
- Madonna di Loreto, Palazzo Tiranni, Cagli,
- La Vergine lauretana e i santi Rocco di Montpellier, Lucia di Siracusa e Sebastiano martire (1634), huile sur toile, 216 × 146 cm,   Museo Diocesano, Cagli,
- Ultima cena, Pinacoteca Civica A. Vernarecci, panneau monochrome, Fossombrone
- Fuga in Egitto, Chiesa dell’Annunziata, Isola del Piano,
- Ultima cena (après 1640), Chiesa di santa Maria del Soccorso, Montemaggiore,
- Deposizione di Gesù Cristo dalla croce, Chiesa di S.Stefano, Piobbico,
- Madonna con Bambino ed i Santi Gregorio ed Antonio Abate,Museo Diocesano Albani, Urbino,

Galleria Nazionale delle Marche à Urbino
- Adorazione dei Magi,
- Presentazione del Bambino,
- Disputa di Gesù con i dottori